# Jedno ubojstvo za van (2017.)
Jedno ubojstvo za Van (2017.) hrvatska je crnohumorna drama, odnosno modernijim slengom može se kategorizirati i kao trash komedija. Glumačku postavu predvode Igor Baksa, Tajna Peršić, Marin Bukvić i Marija Kohn. 

## Radnja
Kazimir živi u Zagrebu i na životnoj je prekretnici. Dobiva otkaz u školi gdje je radio kao nesposoban i traljav učitelj zemljopisa. Supruga ga ostavlja zbog ravnatelja. Ostali su mu dugovi za stan i režije. Našavši se na rubu egzistencije, smislit će zlokoban plan.

## Uloge
- Igor Baksa kao Kazimir
- Tajna Peršić kao Tamara
- Marija Kohn kao Baka Grabovac
- Marin Bukvić kao Vatroslav
- Marina Stanger kao Sanja
- Nikša Marinović kao Goran
- Pero Juričić kao Odvjetnik
- Lovro Preprotnik kao Stanislav
- Željko Zebić kao Pajser
- Igor Pacalos kao Žika
- Matej Račić kao Prišt
- Sanela Ramadani kao Vesna
- Karlo Čaić kao Marko
- Ena Begović kao Tamara
- Vida Munjiza kao Djevojčica Tamara
- Josip Visković kao Otac Grabovac
- Nikolina Komljenović kao Majka Grabovac
- Viktor Mijatović kao Mali Kazimir
- Fran Kuharić kao Beba Vatroslav
- Tamara Kalaica kao Tamara
- Neven Aljinović Tot kao Konobar
- Franjo Vagjon kao Mušterija u birtiji
- Vito Varga kao Dražen
- Ivančica Baranović Puh kao Učiteljica
- Renata Duvančić kao Urednica časopica (glas)
- Duško Miletković kao Porezni inspektor #1
- Igor Matijevac kao Porezni inspektor #2

## Vanjske poveznice
- "Jedno Ubojstvo za Van" kao službeni odabir Pula Film Festivala  Arhivirana inačica izvorne stranice od 13. veljače 2020. (Wayback Machine)
- "Jedno Ubojstvo za Van" na stranici HAVC-a
- Službena stranica filma na Facebook-u